# Gmina Voskop
Gmina Voskop (alb. Komuna Voskop) – gmina położona we wschodniej części Albanii. Administracyjnie należy do okręgu Korcza w obwodzie Korcza. W 2011 roku populacja gminy wynosiła 3832 osób, 1858 kobiety oraz 1974 mężczyzn, z czego Albańczycy stanowili 80,14% mieszkańców, Arumuni 0,29%, Grecy 3,37%.
W skład gminy wchodzi siedem miejscowości: Voskop, Dersnik, Polenë, Vinçan, Goskovë e Sipërme, Goskovë e Poshtme, Damjanec.